# 12 canciones de García Lorca para guitarra
12 canciones de García Lorca para guitarra (12 utworów autorstwa Garcíi Lorci na gitarę) – album w wykonaniu Paco de Lucía i Ricardo Modrego. To druga z trzech płyt nagranych przez ten duet.

## Lista utworów
Wszystkie ścieżki autorstwa Federico del Sagrado Corazón de Jesús García Lorca
| 1.  | "Zorongo Gitano"             | 2:56  |
|     |                              |       |
| 2.  | "Sevillanas del Siglo XVIII" | 3:09  |
|     |                              |       |
| 3.  | "Las Morillas de Jaén"       | 2:53  |
|     |                              |       |
| 4.  | "Anda Jaleo"                 | 4:00  |
|     |                              |       |
| 5.  | "Los Mozos de Monleón"       | 3:00  |
|     |                              |       |
| 6.  | "Los Reyes de la Baraja"     | 2:50  |
|     |                              |       |
| 7.  | "Los Cuatro Muleros"         | 2:48  |
|     |                              |       |
| 8.  | "Nana de Sevilla"            | 3:08  |
|     |                              |       |
| 9.  | "Café de Chinitas"           | 3:46  |
|     |                              |       |
| 10. | "El Vito"                    | 2:51  |
|     |                              |       |
| 11. | "Los Peregrinitos"           | 3:30  |
|     |                              |       |
| 12. | "Las Tres Hojas"             | 2:26  |
|     |                              |       |
|     |                              | 37:17 |
|     |                              |       |

## Personel
Paco de Lucía – gitara flamenco

Ricardo Modrego – gitara flamenco

Federico García Lorca – kompozytor